# 말왕
말왕(본명: 유태양, 1988년 4월 13일~)은 대한민국의 인터넷 방송인이다. 주로 운동, 공포게임 컨텐츠를 다루고 있다.

## 정보
- 미국에서 유학 생활을 했다.
- 고교 시절, 육상, 축구, 미식축구 선수로 활동한 적이 있다.
- 십자인대 파열로 군면제를 받았다.
- 영어강사와 수행비서 일을 한 적이 있다.
- 엉덩이로 나무 젓가락 10개를 부술 수 있다.
- 자칭 알파 메일이다.

## 방송
- 더 스트롱맨 : 짐승들의 대결 - 진행